# JT Thunders 2013-2014
Questa voce raccoglie le informazioni riguardanti i JT Thunders nella stagione 2013-2014.

## Stagione
I JT Thunders partecipano alla stagione 2013-14 senza alcuna denominazione sponsorizzata.
Si classificano al secondo posto in V.Premier League, venendo sconfitti nella finale scudetto dai Panasonic Panthers. In Coppa dell'Imperatore escono i scena già al secondo turno, mentre al Torneo Kurowashiki perdono ancora in finale contro i Panasonic Panthers.

## Organigramma societario
Area direttiva
- Presidente: Junichi Kuriuzawa

Area tecnica
- Allenatore: Veselin Vuković
- Assistente allenatore: Yukito Tokumoto, Keita Hirama

## Rosa
| N° | Nome            | Ruolo | Data di nascita   | Nazionalità sportiva |
| -- | --------------- | ----- | ----------------- | -------------------- |
| 1  | Takuya Yasunaga | C     | 27 marzo 1990     | Giappone             |
| 2  | Hitoshi Machino | C     | 25 agosto 1981    | Giappone             |
| 3  | Daisuke Sakai   | L     | 22 ottobre 1981   | Giappone             |
| 4  | Kota Kunichika  | S     | 1º novembre 1985  | Giappone             |
| 5  | Seima Kanda     | O     | 21 settembre 1984 | Giappone             |
| 6  | Naoya Suga      | P     | 17 maggio 1985    | Giappone             |
| 7  | Daisuke Yako    | S     | 7 ottobre 1988    | Giappone             |
| 8  | Yū Koshikawa    | S     | 30 giugno 1984    | Giappone             |
| 9  | Hiroyuki Kai    | S     | 17 luglio 1978    | Giappone             |
| 10 | Sho Ozawa       | S     | 5 maggio 1989     | Giappone             |
| 11 | Yūsei Yasui     | S     | 7 maggio 1987     | Giappone             |
| 12 | Samuel da Silva | C     | 30 maggio 1989    | Giappone             |
| 15 | Igor Omrčen     | O     | 26 settembre 1980 | Croazia              |
| 16 | Yūhei Tsukazaki | S     | 11 luglio 1986    | Giappone             |
| 17 | Akihiro Fukatsu | P     | 23 luglio 1987    | Giappone             |
| 18 | Ken Ishibashi   | C     | 14 giugno 1985    | Giappone             |
| 19 | Shunsuke Inoue  | P     | 4 giugno 1985     | Giappone             |
| 20 | Shogo Toimoto   | C     | 25 giugno 1987    | Giappone             |
| 21 | Masahiro Ooue   | L     | 3 settembre 1986  | Giappone             |
| 22 | Kenta Nakajima  | C     | 25 agosto 1991    | Giappone             |
| 23 | Koudai Yoshioka | S     | 14 marzo 1992     | Giappone             |

## Statistiche

### Statistiche di squadra
| Competizione          | Punti | In casa | In casa | In casa | In trasferta | In trasferta | In trasferta | Totale | Totale | Totale |
| Competizione          | Punti | G       | V       | P       | G            | V            | P            | G      | V      | P      |
| --------------------- | ----- | ------- | ------- | ------- | ------------ | ------------ | ------------ | ------ | ------ | ------ |
| V.Premier League      | 36/7  | ?       | ?       | ?       | ?            | ?            | ?            | 32     | 21     | 11     |
| Coppa dell'Imperatore | -     | -       | -       | -       | -            | -            | -            | 1      | 0      | 1      |
| Torneo Kurowashiki    | -     | -       | -       | -       | -            | -            | -            | 6      | 5      | 1      |
| Totale                | -     | ?       | ?       | ?       | ?            | ?            | ?            | 39     | 26     | 13     |

G = partite giocate; V = partite vinte; P = partite perse

### Statistiche dei giocatori
| Giocatore    | V.Premier League | V.Premier League | V.Premier League | V.Premier League | V.Premier League |
| Giocatore    | P                | PT               | AV               | MV               | BV               |
| ------------ | ---------------- | ---------------- | ---------------- | ---------------- | ---------------- |
| S. da Silva  | 2                | 0                | 0                | 0                | 0                |
| A. Fukatsu   | 27               | 11               | 0                | 10               | 1                |
| S. Inoue     | 31               | 69               | 20               | 32               | 17               |
| K. Ishibashi | 2                | 4                | 4                | 0                | 0                |
| H. Kai       | 14               | 1                | 1                | 0                | 0                |
| S. Kanda     | 25               | 9                | 7                | 0                | 2                |
| Y. Koshikawa | 32               | 610              | 496              | 51               | 63               |
| K. Kunichika | 28               | 26               | 20               | 5                | 1                |
| H. Machino   | 32               | 113              | 54               | 55               | 4                |
| K. Nakajima  | 3                | 7                | 5                | 1                | 1                |
| I. Omrčen    | 32               | 728              | 630              | 48               | 50               |
| M. Ōue       | 31               | 0                | 0                | 0                | 0                |
| S. Ozawa     | 25               | 124              | 106              | 14               | 4                |
| D. Sakai     | 31               | 0                | 0                | 0                | 0                |
| N. Suga      | 7                | 1                | 0                | 1                | 0                |
| S. Toimoto   | 31               | 108              | 54               | 53               | 1                |
| Y. Tsukazaki | 26               | 57               | 48               | 7                | 2                |
| D. Yako      | 15               | 141              | 123              | 12               | 6                |
| Y. Yasui     | 24               | 34               | 29               | 2                | 3                |
| T. Yasunaga  | 29               | 149              | 89               | 50               | 10               |
| K. Yoshioka  | 1                | 0                | 0                | 0                | 0                |

P = presenze; PT = punti totali; AV = attacchi vincenti; MV = muri vincenti; BV = battute vincenti

NB: Non sono disponibili i dati relativi alla Coppa dell'Imperatore, al Torneo Kurowashiki e di conseguenza quelli totali